# Isodontia nidulans
Isodontia nidulans är en biart som beskrevs av Hensen 1991. Isodontia nidulans ingår i släktet Isodontia och familjen grävsteklar. Inga underarter finns listade i Catalogue of Life.